# Zeche Vereinigte Sellerbeck
Die Zeche Vereinigte Sellerbeck war ein Steinkohlenbergwerk in Mülheim an der Ruhr, im Ortsteil Dümpten gelegen. Die Zeche Vereinigte Sellerbeck war das Nachfolgebergwerk der Zeche Sellerbeck, die im gleichen Grubenfeld tätig war. Das Bergwerk gehörte in der zweiten Hälfte des 19. Jahrhunderts zu den bedeutendsten Zechen des Regierungsbezirks Düsseldorf. Die Zeche Vereinigte Sellerbeck war eine der ersten Mergelzechen im Ruhrgebiet. Sie gehörte zu den Gründungsmitgliedern des Rheinisch-Westfälischen Kohlen-Syndikats.

## Geschichte

### Die Anfänge
Benannt ist das Grubenfeld nach einem Siefen (Beck/Becke), der sich von den Dümptener Höhen bis zu den ehemaligen Sellerbecker Höfen in Mellinghofen herunterzieht. Die Bauerschaft dort am nördlichen Hang heißt auf der Topographischen Karte aus 1907 (mit Eintrag der Zeche und des Schachts Christian) In der Sellerbeck. Bereits um 1580 wurde im Grubenfeld des späteren Bergwerks im Stollenbergbau Kohle abgebaut. Die Auffahrung des Stollens kam jedoch bereits im Jahr 1586 aufgrund starker Wassereinbrüche zum Erliegen. In den Jahren 1597 bis 1598 wurde der Stollen von neuen Besitzern übernommen und gesümpft. Da die meisten Gewerken in der Zwischenzeit verstorben waren, kam der Betrieb jedoch noch vor dem Jahr 1610 erneut zum Erliegen. Etwa um das Jahr 1610 wurde ein benachbarter Stollen erworben und der stillgelegte Stollen wieder in Betrieb genommen. Ab 1710 wurde der Bergbau in der Berechtsame für den Sellerbecker Stollen betrieben, aus dieser Zeit stammt auch die Verleihungsurkunde. Die Kohlen wurden zunächst weiter im Stollenbau gewonnen, später wurden die tiefer liegenden Flöze im Unterwerksbau abgebaut. Diese Unterwerksbau wurden an einigen Stellen ungewöhnlich tief betrieben. Die anfallenden Grubenwässer wurden mittels Handpumpen gehoben. Um die Kohlen zu fördern, wurden Handhaspeln verwendet.

### Der Ausbau des Bergwerks
Am 6. September des Jahres 1811 wurde eine Mutung auf die Flöze Cronenberger Adit, Steinkuhle, Voß, Radstube, Kiek (Mausegatt), Kieksbänksgen und Oberhäuersbänksgen eingelegt. Noch im selben Jahr wurde mit den Teufarbeiten für den Schacht „Christian“ begonnen. Der Schacht wurde in Dümpten in der Nähe der Boverstraße angesetzt. Schacht Christian (55 m) und bei der benachbarten Zeche Wiesche der Schacht Wilhelmine (Teufbeginn 1814, 136 m) waren die ersten echten Tiefbauschächte des Ruhrgebietes. Am 29. Dezember des Jahres 1814 erging der Beschluss zur Konsolidierung der gemuteten Flöze, um anschließend mit der Anlegung des Tiefbaus zu beginnen. Im selben Jahr wurde eine Wasserhaltungsmaschine am Schacht Christian installiert. Die Maschine war ausgelegt, um das Grubenwasser aus einer Teufe von 48 Lachtern zu heben. Außerdem wurde ein Schiebeweg zur Ruhr erstellt. Im Jahr 1815 wurde der Abbau oberhalb der Stollensohle eingestellt. Auch der Betrieb in den Unterwerksbauen wurde bis zu einer Teufe von 400 Fuß eingestellt. Der Schacht Christian und der Wetterschacht wurde erneut tiefer geteuft, um den Übergang zum Tiefbau weiter zu forcieren. Im Jahr 1816 stand der Schacht Christian bei einer Teufe von zehn Lachtern immer noch in weichen Letten. Ab Juli desselben Jahres wurden die Arbeiten wegen matter Wetter vorerst eingestellt. Ab Januar des Jahres 1817 wurden die Arbeiten wieder aufgenommen. Im selben Jahr erreichte der Schacht Christian eine Teufe von 55 Metern. Es wurde im Lettengestein ein Durchschlag mit Querschlag zum Wetterschacht erstellt. Im Jahr 1818 wurden die Teufarbeiten in beiden Schächten weiter geführt. Im Jahr 1819 erreichte der Schacht Christian eine Teufe von 55 Lachtern. Bei einer Teufe von 51 Lachtern wurde die erste Tiefbausohle angesetzt. Bei der Ausrichtung der Sohle stieß man auf alte Grubenbaue. Die angefahrenen Unterwerksbaue waren bereits im Vorgängerbetrieb erstellt worden und waren noch tiefer als die Sohle. Für den Schacht Christian wurde ein dreispänniger Pferdegöpel installiert. Für die Wasserhaltung wurde am Wetterschacht eine Wasserhaltungsdampfmaschine installiert. Die Maschine stammte von der Zeche Klefflappen. Noch im selben Jahr wurde im Schacht Christian mit der Schachtförderung begonnen.

### Betrieb als Tiefbauzeche
Nachdem der Schacht Christian die Förderung aufgenommen hatte, wurde mit dem Abbau im Tiefbau begonnen. Im Jahr 1820 wurde eine neue Wasserhaltungsdampfmaschine in Betrieb genommen. Aufgrund der hohen Kosten, die durch den Betrieb des Bergwerks entstanden, waren die Gewerken ab diesem Jahr gezwungen, Zubußen zu zahlen. Diese Zahlungen dauerten bis zum Jahr 1829. Bei den Auffahrungsarbeiten wurden mehrere Unterwerksbaue aus dem Vorgängerbergbau angefahren. Da diese Unterwerksbaue voll Grubenwasser waren, lief dieses Grubenwasser in die neuen Grubenbaue und füllte diese mit Wasser. Im Jahr 1821 soffen die Grubenbaue ab und mussten gesümpft werden. Die Sümpfungsarbeiten begannen im Februar desselben Jahres, ab März konnte der normale Betrieb wieder aufgenommen werden. Im Jahr 1824 wurde mit dem Bau eines zweiten Tiefbaubetriebsteils begonnen. Auf diesem Betriebsteil wurde im selben Jahr mit den Teufarbeiten für die Schächte Herrmann und Gertrud begonnen. Beide Schächte wurden auf dem Nordflügel des Grubenfeldes in der Nähe der Ortschaft Eppinghofen abgeteuft. Schacht Herrmann wurde an der Kuhlenstraße und Schacht Gertrud wurde an der Bruchstraße angesetzt. Die Schächte befanden sich somit in der Nähe der Rauenschen Ziegelei. Im Jahr 1825 wurde am Schacht Christian eine neue Fördermaschine in Betrieb genommen. Die Maschine hatte einen stehenden Zylinder mit einem Durchmesser von 680 Millimetern und brachte eine Leistung von zwölf PS. Erbauer der Maschine war die Firma Englerth Reuleaux & Dobbe. Im Laufe der Jahre wurden weitere, bereits abgesoffene, Unterwerksbaue angefahren. Dadurch drangen erneut größere Mengen Grubenwasser in die neuen Grubenbaue. Aufgrund dieser weiterhin starken Wasserzuflüsse war man gezwungen, im Jahr 1827 eine weitere Wasserhaltungsmaschine zu installieren. Die Maschine war für die Erweiterung des Tiefbaus erforderlich. Im selben Jahr wurden die Teufarbeiten am Schacht Christian weiter fortgeführt. Im Jahr 1828 erreichte der Schacht eine Teufe von 61 Lachtern. Im Jahr 1829 ging Schacht Hermann in Förderung. Noch im selben Jahr ging auch Schacht Gertrud in Förderung. Bei einer Teufe von 45 Lachtern wurde die 1. Fördersohle und bei 65 Lachtern die 2. Sohle aufgefahren.
Im Dezember des Jahres 1830 waren Mathias Stinnes, J.W. von Eicken, die Gebrüder Lüps, Gerhard Mühlenbeck, Franz Haniel, Mathias Krabb, E.H. Holzverscheit und W. Goslich als Hauptgewerken in den Unterlagen vermerkt. Im Jahr 1831 wurde im Schacht Christian bei einer Teufe von 61 Lachtern die 2. Tiefbausohle angesetzt. Da nun mittlerweile die Förderstrecken eine verhältnismäßig große Länge erreicht hatten, erarbeitete man einen neuen Zuschnitt für das Grubenfeld. Um die Wege für die hinteren Betriebe zu kürzen, war das Abteufen eines Hilfsförderschachtes erforderlich geworden. Im Jahr 1832 wurde mit den Teufarbeiten für den Hilfsförderschacht begonnen. Der Schacht wurde am Winkhauser Weg angesetzt. Das Abteufen dieses Hilfsschachtes gestaltete sich schwierig, da er durch ein Karstwassersystem geteuft werden musste. Im Jahr 1833 erhielt der Hilfsförderschacht eine Dampffördermaschine. Im Jahr 1834 wurde mit den Arbeiten für einen dritten Tiefbaubetriebsteil begonnen. Um das Baufeld zu erschließen, wurde im selben Jahr mit den Teufarbeiten für die Schächte Müller (Schacht 1) und Humboldt begonnen. Beide Schächte befanden sich in Winkhausen an der Hausbergstraße, 400 Meter östlich des Hilfsschachtes. Beide Schächte hatten einen rechteckigen Querschnitt. Im Jahr 1835 ging der Hilfsförderschacht in Förderung. Der Schacht erreichte eine Endteufe von 108 Metern. Im selben Jahr erreichten die Schächte Humboldt und Müller bei einer Teufe von 29 Metern das Karbon. In den nachfolgenden Jahren erhielt einer der Schächte eine Fördermaschine mit einer Leistung von 24 PS. Außerdem wurde eine 80-zöllige Wasserhaltungsmaschine für das Baufeld installiert. Im Jahr 1839 wurden die Schächte in Betrieb genommen. Noch im selben Jahr wurde der Schiebeweg zum Ruhrhafen umgebaut. Bedingt dadurch konnte die Kohle nun über die auf der Aktienstraße gebaute, fast 7 km lange Pferdebahn, zur Ruhr gebracht werden. Bis zum Ende des Jahrzehnts war die Zeche Vereinigte Sellerbeck die vermutlich leistungsstärkste Zeche im gesamten Ruhrrevier.

### Der weitere Betrieb
Im Jahr 1840 wurde im Schacht Humboldt bei einer Teufe von 176 Metern (− 76 m NN) die 3. Sohle angesetzt. Es waren jeweils zwei dampfgetriebene Wasserhaltungs- und zwei Fördermaschinen in Betrieb. Im selben Jahr wurde Schacht Christian aus der Förderung genommen, der Schacht blieb aber offen für die Bewetterung. Im Jahr 1841 wurde im Schacht Humboldt bei einer Teufe von 220 Metern (− 120 m NN) die 4. Sohle angesetzt. Im Jahr 1842 waren nun zwei Anlagen in Förderung: Müller/Humboldt und Hermann/Gertrud. Seit 1848 erfolgte der Transport mit einer neu errichteten Zechenbahn, deren Trasse auf der jetzigen A 40 verlief und die geradlinig von der Zeche Sellerbeck über Zeche Roland zum Bahnhof Oberhausen führte. In den Jahren 1850 und 1852 wurden das Längenfeld Cronenberger Adit und die Felder Steinkuhl südlich und nördlich verliehen. Im Jahr 1854 wurde mit den Teufarbeiten für den Schacht Carnall (Schacht 3) begonnen. Der Schacht wurde an der Sellerbeckerstraße, 1,3 Kilometer nordwestlich der Betriebsanlage Müller/Humboldt, angesetzt. Im Jahr darauf erreichte der Schacht bei einer Teufe von 50 Metern das Karbon. Im Jahr 1859 wurde im Schacht Carnall bei einer Teufe von 177 Metern (− 86 m NN) die 1. Sohle angesetzt. Noch im selben Jahr wurde der Schacht in Betrieb genommen und ein Durchschlag mit dem Pumpenschacht Müller erstellt. Am 11. Mai desselben Jahres wurde das Geviertfeld Christian verliehen. In der Zeit vom 12. Oktober 1859 bis zum 22. Februar 1860 konsolidierten die Felder Christian und Steinkuhl nördlich und südlich zur Zeche Vereinigte Sellerbeck. Im Jahr 1861 wurde im Schacht Carnall bei einer Teufe von 251 Metern (− 160 m NN) die 2. Sohle angesetzt. Im Jahr 1862 wurde im Baufeld Müller die Förderung reduziert. Zu dieser Zeit gehörte das Bergwerk zum Oberbergamtsbezirk Dortmund und dort zum Bergrevier Mülheim. Im Jahr 1864 wurde begonnen, die Schächte Humboldt und Müller ab der 4. Sohle tiefer zu teufen. Im Jahr 1865 wurde im Schacht Müller bei einer Teufe von 285 Metern (− 185 m NN) die 5. Sohle angesetzt. Noch im selben Jahr wurde begonnen, zwei weitere Wetterschächte zu teufen.
Im Jahr 1866 erwarb Louis Kannengießer die Kuxenmehrheit der Gewerkschaft Vereinigte Sellerbeck. Noch im selben Jahr wurde die Zahlung des Zehnten an die Mülheimer Gesellschaft abgelöst. Im Jahr 1867 reichte Schacht Humboldt bis zur 5. Sohle. Im Jahr 1871 wurde begonnen, den Schacht Carnall tiefer zu teufen. Im Jahr 1873 wurde im Schacht Carnall bei einer Teufe von 383 Metern (− 291 m NN) die 3. Sohle angesetzt. Am 6. März des Jahres 1876 wurde das Geviertfeld Steinkuhle Südflügel verliehen. Im Jahr 1878 wurde im Schacht Müller bei einer Teufe von 368 Metern (− 268 m NN) die 6. Sohle angesetzt. Im Jahr 1880 wurde Schacht Humboldt bis zur 6. Sohle durchschlägig. Im Jahr 1883 waren erneut zwei Anlagen in Förderung: Müller/Humboldt und Carnall/Wetterschacht Christian. Schacht Humboldt wurde danach aufgegeben und verfüllt. Am 3. September des Jahres 1887 wurde das Geviertfeld Caroline I erworben und zur Zeche Vereinigte Sellerbeck konsolidiert. Das Geviertfeld Caroline I war das südliche Feld der Zeche Caroline. Im Jahr 1892 wurde begonnen, den Wetterschacht Christian tiefer zu teufen. Im Jahr 1894 wurde der Wetterschacht Christian bei einer Teufe von 251 Metern mit der 2. Sohle der Anlage Carnall durchschlägig. Im Jahr 1895 förderte die Betriebsanlage Müller aus zwei Schächten, die Betriebsanlage Carnall hatte drei Schächte. Im selben Jahr wurden die Kuxe vom Hauptanteilseigner Kannengießer in den Besitz der Bergbau- und Schifffahrts-AG übertragen.

### Die letzten Jahre bis zur Stilllegung
Am 10. Dezember des Jahres 1896 wurde das Geviertfeld Elsa verliehen. Im Jahr 1900 war der 1832 geteufte Hilfsschacht verbrochen. Im Jahr 1903 wurde vom Schacht Carnall ein Querschlag zum Schacht Müller und weiter bis zur Zeche Roland aufgefahren. Am 26. Januar des Jahres 1905 wurde das Geviertfeld Anna I verliehen. Die gesamte Berechtsame umfasste nun eine Fläche von 7,7 km2. Am 21. Juli desselben Jahres ging die Zeche Vereinigte Sellerbeck in den Besitz der Harpener Bergbau über. Im darauffolgenden Jahr wurde ein Durchschlag mit der Zeche Roland erstellt. Die gesamte aufgefahrene Streckenlänge betrug zu diesem Zeitpunkt mehr als fünf Kilometer. Noch im selben Jahr wurde die Zeche Vereinigte Sellerbeck stillgelegt. Das Grubenfeld mit dem Wetterschacht Christian wurde der Zeche Roland zugeschlagen. 1909 ging schließlich Zeche Roland, mitsamt dem Grubenfeld der Sellerbeck, an den Mülheimer Bergwerks-Verein über. Das Grubenfeld wurde weiter von der Zeche Wiesche bearbeitet. Im Jahr 1920 wurden die restlichen Tagesanlagen am Schacht Carnall abgerissen.

## Förderung und Belegschaft
Auf dem Bergwerk wurden sehr gute Magerkohlen gefördert. Die Kohlen hatten einen hohen Anteil an Stückkohlen und waren eine der besten Ziegeleikohlen, die aber auch gut für den Hausbrand geeignet waren. Die ersten bekannten Belegschaftszahlen stammen aus dem Jahr 1811, damals waren 36 Bergleute auf dem Bergwerk beschäftigt. Die ersten Förderzahlen stammen aus dem Jahr 1838, in diesem Jahr wurden 45.063 Tonnen Steinkohle gefördert. Die Belegschaftsstärke lag in diesem Jahr bei 280 Beschäftigten. Im Jahr 1841 wurden eine Förderung von 86.900 Tonnen Steinkohle erbracht, die Belegschaftsstärke betrug 356 Beschäftigte. Im Jahr 1843 wurden 60.692 Tonnen Steinkohle und in 1845 wurden 63.676 Tonnen Steinkohle gefördert. Im Jahr 1850 wurden von 311 Beschäftigten 246.308 preußische Tonnen Steinkohle gefördert. Im Jahr 1855 wurden 64.642 Tonnen Steinkohle gefördert, die Belegschaftsstärke betrug 363 Mitarbeiter. Ab diesem Jahr bis zum Jahr 1860 fand auf dem Bergwerk ein ständiger Förderrückgang statt. Im Jahr 1860 wurden etwa 29.000 Tonnen Steinkohle gefördert, die Belegschaftsstärke betrug 232 Beschäftigte.
Im Jahr 1862 wurde eine Förderung von 368.740 preußischen Tonnen Steinkohle gefördert, die Belegschaftsstärke lag bei 380 Beschäftigten. Im Jahr 1865 wurden mit 577 Beschäftigten 100.850 Tonnen Steinkohle gefördert. Im Jahr 1870 wurden 132.246 Tonnen Steinkohle gefördert, die Belegschaftsstärke betrug 549 Beschäftigte. Im Jahr 1875 lag die Förderung bei 88.454 Tonnen Steinkohle, die Belegschaftsstärke betrug 508 Beschäftigte. Im Jahr 1880 wurde mit 426 Beschäftigten eine Förderung von 87.258 Tonnen Steinkohle erbracht. Im Jahr 1885 wurde eine Förderung von 110.834 Tonnen Steinkohle erbracht, die Belegschaftsstärke betrug 575 Mitarbeiter. Im Jahr 1890 wurden rund 120.000 Tonnen Steinkohle gefördert. Die Belegschaftsstärke lag in diesem Jahr bei 572 Mitarbeitern. Im Jahr 1895 wurden mit 458 Beschäftigten 111.133 Tonnen Steinkohle gefördert. Im Jahr 1900 wurde eine Förderung von 160.679 Tonnen Steinkohle erbracht, die Belegschaftsstärke betrug 655 Beschäftigte. Im Jahr 1901 wurden 166.946 Tonnen Steinkohle auf dem Bergwerk gefördert, dies war die maximale Förderung des Bergwerks. Die Belegschaftsstärke betrug in diesem Jahr 716 Beschäftigte. Die letzten bekannten Förder- und Belegschaftszahlen des Bergwerks stammen aus dem Jahr 1905, in diesem Jahr wurden mit 136 Beschäftigten 40.868 Tonnen Steinkohle gefördert.

## Auswirkungen des Bergbaus
Im Jahr 2004 kam es in der Mühlenstraße in Mülheim zu einem Tagesbruch. Das Gebiet lag im bergfreien Raum und etwa 250 Meter von der letzten Abbautätigkeiten der Zeche Vereinigte Sellerbeck entfernt. Genaue Recherchen ergaben, dass in dem Gebiet der heutigen Mühlenstraße, vermutlich vor der Zeit des dokumentierten Bergbaus, Abbautätigkeiten stattgefunden hatten. Auf dem Risswerk war dieser Bereich als „Alter Bau“ gekennzeichnet. Durch 700 Bohrungen wurde der Bereich erkundet und das gesamte Schadensmaß überprüft. Mit umfangreichen Maßnahmen wurde das gesamte Gebiet gesichert. Es wurden dabei 762 Tonnen Zement, 2432 Tonnen Estrichbeton und 1000 Tonnen Verpressmörtel in die untertägigen Hohlräume gepumpt. Die Maßnahmen zur Sicherung des Geländes dauerten 19 Monate.

## Was geblieben ist
1920 erfolgte der Abbruch der Tagesanlagen von Schacht Carnall und auf dem ehemaligen Betriebsgelände der Zeche wurde 1970 die Gustav-Heinemann-Schule als Gesamtschule der Stadt Mülheim an der Ruhr errichtet. An die Zeche erinnert seit 2010 ein kleiner Gedenkstein an der Nordstraße/ Ecke Mühlenstraße.